# An Unmarried Woman
An Unmarried Woman é um filme norte-americano de 1978 escrito e dirigido por Paul Mazursky.

## Elenco
- Jill Clayburgh .... Erica
- Alan Bates .... Saul
- Michael Murphy .... Martin
- Cliff Gorman .... Charlie
- Patricia Quinn .... Sue
- Kelly Bishop .... Elaine
- Lisa Lucas .... Patti
- Linda Miller .... Jeannette
- Andrew Duncan .... Bob
- Daniel Seltzer .... Dr. Jacobs
- Matthew Arkin .... Phil
- Penelope Russianoff .... Tanya
- Novella Nelson .... Jean
- Raymond J. Barry .... Edward
- Ivan Karp .... Herb Rowan
- Jill Eikenberry .... Claire
- Michael Tucker .... Fred
- Chico Martínez .... Cabbie
- Clint Chin .... garçom chinês
- Ken Chapin .... homem no bar
- Tom Elios
- Karen Ford .... secretária
- Alice J. Kane .... garçonete
- Paul Mazursky .... Hal
- Pamela Meunier .... chapeleira
- Donna Perich .... Sophie
- Vincent Schiavelli .... homem na festa
- John Stravinsky .... bartender
- Ultra Violet .... Lady MacBeth

## Prêmios e indicações
| Óscar                                       |           |                  |                                                                                |
| Ano                                         | Resultado | Prêmio           | Categorias                                                                     |
| 1979                                        | Indicado  | Oscar            | Melhor atriz Jill Clayburgh                                                    |
| 1979                                        | Indicado  | Oscar            | Melhor filme Paul Mazursky Anthony Ray                                         |
| 1979                                        | Indicado  | Oscar            | Melhor roteiro original Paul Mazursky                                          |
|                                             |           |                  |                                                                                |
| BAFTA                                       |           |                  |                                                                                |
| Ano                                         | Resultado | Prêmio           | Categorias                                                                     |
| 1979                                        | Indicado  | BAFTA Film Award | Melhor atriz Jill Clayburgh                                                    |
|                                             |           |                  |                                                                                |
| Prêmio Bodil                                |           |                  |                                                                                |
| Ano                                         | Resultado | Prêmio           | Categorias                                                                     |
| 1979                                        | Vencedor  | Bodil            | Melhor filme não europeu (Bedste ikke-europæiske film) Paul Mazursky (diretor) |
|                                             |           |                  |                                                                                |
| Festival de Cannes                          |           |                  |                                                                                |
| Ano                                         | Resultado | Prêmio           | Categorias                                                                     |
| 1978                                        | Vencedor  | Best Actress     | Jill Clayburgh Dividido com Isabelle Huppert por Violette Nozière (1978)       |
| 1978                                        | Indicado  | Palma de Ouro    | Paul Mazursky                                                                  |
|                                             |           |                  |                                                                                |
| Directors Guild of America                  |           |                  |                                                                                |
| Ano                                         | Resultado | Prêmio           | Categorias                                                                     |
| 1979                                        | Indicado  | Prêmio DGA       | Contribuição ao Cinema Paul Mazursky                                           |
|                                             |           |                  |                                                                                |
| Golden Globe Award                          |           |                  |                                                                                |
| Ano                                         | Resultado | Prêmio           | Categorias                                                                     |
| 1979                                        | Indicado  | Golden Globe     | Melhor diretor de longa-metragem Paul Mazursky                                 |
| 1979                                        | Indicado  | Golden Globe     | Melhor filme dramático                                                         |
| 1979                                        | Indicado  | Golden Globe     | Melhor atriz de longa-metragem dramático Jill Clayburgh                        |
| 1979                                        | Indicado  | Golden Globe     | Melhor trilha sonora original de longa-metragem Bill Conti                     |
| 1979                                        | Indicado  | Golden Globe     | Melhor roteiro de longa-metragem Paul Mazursky                                 |
|                                             |           |                  |                                                                                |
| Los Angeles Film Critics Association Awards |           |                  |                                                                                |
| Ano                                         | Resultado | Prêmio           | Categorias                                                                     |
| 1978                                        | Vencedor  | Prêmio LAFCA     | Melhor roteiro Paul Mazursky                                                   |
|                                             |           |                  |                                                                                |
| National Society of Film Critics Award      |           |                  |                                                                                |
| Ano                                         | Resultado | Prêmio           | Categorias                                                                     |
| 1979                                        | Vencedor  | Prêmio NSFC      | Melhor roteiro Paul Mazursky                                                   |
|                                             |           |                  |                                                                                |
| New York Film Critics Circle Awards         |           |                  |                                                                                |
| Ano                                         | Resultado | Prêmio           | Categorias                                                                     |
| 1978                                        | Vencedor  | Prêmio NYFCC     | Melhor roteiro Paul Mazursky                                                   |
|                                             |           |                  |                                                                                |
| Writers Guild of America                    |           |                  |                                                                                |
| Ano                                         | Resultado | Prêmio           | Categorias                                                                     |
| 1979                                        | Indicado  | Prêmio WGA       | Melhor roteiro dramático original Paul Mazursky                                |
|                                             |           |                  |                                                                                |